# CA 베야 비스타

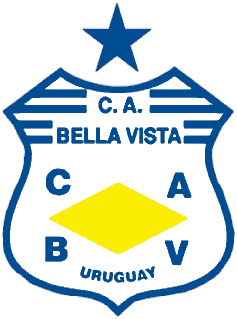

CA 베야 비스타(C.A. Bella Vista)는 우루과이 몬테비데오를 연고로 하는 축구 클럽이다. 이 팀은 1920년 10월 4일에 창단되었다.

## 선수 명단

### 현역
참고: FIFA 자격 규정에 따라 소속된 국가대표팀 국기를 표시합니다. 선수는 복수의 FIFA 비회원국 국적을 가지고 있을 수 있습니다.
| 번호 | 포지션 | 국적 | 이름                |
| ---- | ------ | ---- | ------------------- |
| -    | DF     |      | 니콜라스 페르난데스 |

| 번호 | 포지션 | 국적 | 이름 |
| ---- | ------ | ---- | ---- |

## 역대 감독
| 감독              | 임기        |
| ----------------- | ----------- |
| 오스카르 타바레스 | 1980 ~ 1983 |
| 세르히오 바티스타 | 2000        |
| 마르틴 라사르테   | 2000 ~ 2001 |
| 디에고 알론소     | 2011 ~ 2012 |

틀:CA 베야 비스타 선수 명단
틀:우루과이 프리메라 디비시온 아마추어